# Water-link
Water-link is de naam van het waterleidingbedrijf voor de Antwerpse regio.
De naam werd kortstondig gebruikt voor een samenwerkingsverband tussen de Antwerpse Waterwerken (AWW) en Tussengemeentelijke Maatschappij der Vlaanderen voor Watervoorziening (TMVW). Maar in augustus 2014 ging het TMVW-deel over in FARYS, en werd "water-link" de nieuwe naam voor de AWW. Water-link voorziet de stad Antwerpen en een deel van de gemeenten er rond van drinkwater.
Water-link zorgt voor de waterlevering en afvalwaterverwerking (rio-link) van circa 500.000 mensen in de provincie Antwerpen. Het produceerde in 2018 139.778.974 m³ water voor 193.029 abonnees, over een leidingennet van 2.488 km, en levert via dochterbedrijf INDUSS ook water aan de industrie.
Zelf is water-link een onderdeel van AquaFlanders, de koepel van Vlaamse waterbedrijven. Vanaf mei 2018 ging het bedrijf met de provinciale PIDPA een verregaande samenwerking aan, en op 5 oktober 2021 kondigden beide hun intentie aan te fuseren. Op 13 september 2023 werd aangekondigd dat vanaf 1 januari 2024 deze bedrijven zouden fuseren onder de naam Adelta, maar eind november stopte Pidpa de gesprekken.